# 花都体育中心
花都体育中心，是中国广州市花都区的大型公共综合体育场馆，毗邻花果山公园、花都电视塔，为“花都体育三馆”之一（另外两个为花都体育馆及花都东风体育馆），占地面积11.6万平方米，建筑面积14万平方米，由体育场、多功能综合球馆、游泳馆等设施组成，其中，体育场可容纳1.3万观众，曾为广州足球俱乐部的主场，现时为广东铭途足球俱乐部的主场。

## 历史
花都体育中心始建于1993年，于2001年投入使用，总投资1.5亿元。2009年，场馆进行全面升级改造，成为2010年广州亚运会足球项目的比赛场地。
2019年，投资1300余万元，翻新室外篮球广场、室外篮球场、室外网球场，改造旧室内篮球馆、羽毛球馆等场地设施。
2021年，广州足球俱乐部（广州队）在2021赛季中超联赛的部分比赛安排在花都体育中心进行。2022年，因天河体育场翻新，广州队选定花都体育中心作为2022赛季中超联赛主场，唯球队于2025年解散。
2024年底，珠江实业集团旗下珠江文体取得包括花都体育中心在内的“花都体育三馆”的运营管理权。
2025年2月，中乙球队广东铭途队正式将主场设于花都体育中心。

## 设施
- 体育场：建筑面积11200平方米，场地面积8000平方米，观众席13395个。设有一个标准足球场和400米环型塑胶跑道。
- 多功能综合球馆
- 游泳馆
- 露天篮球广场（含10片场地）
- 羽毛球馆（含14片场地）
- 网球场（含4片场地）
- 七人制人造草足球场
- 全民健身广场